# Yōichi Masukawa
Yōichi Masukawa (jap. 増川 洋一 Masukawa Yōichi; ur. 27 grudnia 1978 w Prefekturze Kanagawa) – japoński aktor głosowy związany z Production Ace. Wcześniej należał do Genki Project oraz Ken Production. Znany jest głównie z roli Rocka Lee w anime Naruto.

## Role głosowe
- Amaenaide yo – Yume Karyuudo
- Desert Punk – Tamehiko Kawano
- The Galaxy Railways – Franz
- Gokusen – Haruhiko Uchiyama
- Kekkaishi – Shu Akitsu
- Rock Lee w:
  - Naruto
  - Naruto (OVA)
  - Naruto Shippūden
  - Gekijōban Naruto shippūden
  - Gekijōban Naruto shippūden: Kizuna
  - Gekijōban Naruto shippūden: Hi no ishi o tsugu mono
  - Naruto Spin-Off: Rock Lee & His Ninja Pals
  - Gekijōban Naruto: Daikōfun! Mikazukijima no animaru panikku dattebayo
  - Road to Ninja: Naruto the Movie
  - Gekijōban Naruto: Blood Prison
- Łowca dusz – Sibuxiang
- Paranoia Agent (odc. 11)
- Słodkie, słodkie czary – Takamura (odc. 40)
- Zentrix – Mango

### Gry
- Rock Lee w:
  - Naruto: Narutimate Hero
  - Naruto: Narutimate Hero 2
  - Naruto: Gekitou Ninja Taisen 2
  - Naruto: Gekitou Ninja Taisen 3
  - Naruto: Rise of a Ninja
  - Naruto: The Broken Bond (japońska wersja)